# Saxifraga loripes
Saxifraga loripes är en stenbräckeväxtart som beskrevs av John Anthony. Saxifraga loripes ingår i Bräckesläktet som ingår i familjen stenbräckeväxter. Inga underarter finns listade i Catalogue of Life.